# اسکیت‌بردینگ در المپیک تابستانی ۲۰۲۴
اسکیت‌بردینگ یکی از ورزش‌های المپیک تابستانی ۲۰۲۴ است که از ۲۷ ژوئیه تا ۷ اوت برگزار شده است.
این مسابقات در دو بخش مردان و زنان انجام شده.

## تقویم مسابقات
| Q | مرحله مقدماتی | F | فینال |

| رویداد ↓ / تاریخ → | Sat 27 | Sat 27 | Sun 28 | Sun 28 | Tue 6 | Tue 6 | Wed 7 | Wed 7 |
| ------------------ | ------ | ------ | ------ | ------ | ----- | ----- | ----- | ----- |
| پارک مردان         |        |        |        |        |       |       | Q     | F     |
| خیابان مردان       | Q      | F      |        |        |       |       |       |       |
| پارک زنان          |        |        |        |        | Q     | F     |       |       |
| خیابان زنان        |        |        | Q      | F      |       |       |       |       |

## نتایج

### جدول مدال‌ها
*   کشور میزبان (فرانسه)
| رتبه          | NOC                 | طلا | نقره | برنز | مجموع |
| ------------- | ------------------- | --- | ---- | ---- | ----- |
| ۱             | ژاپن                | ۲   | ۲    | ۰    | ۴     |
| ۲             | استرالیا            | ۲   | ۰    | ۰    | ۲     |
| ۳             | ایالات متحده آمریکا | ۰   | ۲    | ۱    | ۳     |
| ۴             | برزیل               | ۰   | ۰    | ۲    | ۲     |
| ۵             | بریتانیای کبیر      | ۰   | ۰    | ۱    | ۱     |
| مجموع (۵ NOC) | مجموع (۵ NOC)       | ۴   | ۴    | ۴    | ۱۲    |

### مدال‌آوران
| رویداد       | طلا                    | نقره                           | برنز                               |  |
| پارک مردان   | کیگان پالمر · استرالیا | تام شار · ایالات متحده آمریکا  | آوگوستو آکیو · برزیل               |  |
| پارک زنان    | آریسا ترو · استرالیا   | کوکونا هیراکی · ژاپن           | اسکای براون · بریتانیای کبیر       |  |
|              |                        |                                |                                    |  |
| خیابان مردان | یوتو هاریگومه · ژاپن   | جگر ایتن · ایالات متحده آمریکا | نایژه هیوستن · ایالات متحده آمریکا |  |
| خیابان زنان  | کوکو یوشیزاوا · ژاپن   | لیز آکاما · ژاپن               | رایسا لیال · برزیل                 |  |

## کشورهای شرکت‌کننده
۸۸ ورزشکار از ۲۳ کشور در این مسابقات حضور دارند.
- آرژانتین (۲)
- استرالیا (۹)
- برزیل (۱۲)
- کانادا (۴)
- چین (۴)
- کلمبیا (۲)
- دانمارک (۱)
- فنلاند (۱)
- فرانسه (۷)
- آلمان (۲)
- بریتانیای کبیر (۳)
- ایتالیا (۲)
- ژاپن (۱۰)
- مراکش (۱)
- هلند (۲)
- پرتغال (۲)
- پورتوریکو (۱)
- اسلواکی (۱)
- آفریقای جنوبی (۳)
- اسپانیا (۵)
- سوئد (۱)
- تایلند (۱)
- ایالات متحده آمریکا (۱۲)